# Parque nacional Bar'am
Parque nacional Bar'am (en hebreo: גן לאומי ברעם) es un parque nacional en Israel que incluye una sinagoga de la época talmúdica.
El nombre original del pueblo en el que se encuentra la sinagoga se desconoce, pero se han encontrado indicios de la existencia de una comunidad judía establecida en la zona.
La sinagoga es muy similar al templo que se encuentra en las inmediaciones del antiguo pueblo cananeo de Cedes, y da testimonio de los efectos sobre la arquitectura de la población judía de la época que tuvieron los extranjeros que vivían en la tierra que ahora Israel durante ese tiempo.